# Triftar
Triftar (Armeria) är ett släkte av triftväxter. Triftar ingår i familjen triftväxter.

## Dottertaxa till Triftar, i alfabetisk ordning[1]
- Armeria aegiales
- Armeria albi
- Armeria alboi (Bernis) Nieto Fel.
- Armeria alliacea (Cav.) Hoffmanns. & Link
- Armeria allioides
- Armeria alpina (DC.) Willd.
- Armeria alpinifolia Pau & Font Quer
- Armeria ambifaria
- Armeria amoena
- Armeria andina
- Armeria apollinaris Sennen & Mauricio
- Armeria arctica
- Armeria arcuata Welw. ex Boiss. & Reut.
- Armeria arenaria (Pers.) Schult.
- Armeria armeria
- Armeria asperrima
- Armeria aspromontana Brullo, Scelsi & Spamp.
- Armeria atlantica Pomel
- Armeria barcensis
- Armeria beirana Franco
- Armeria belgenciensis Donad. ex Kerguélen
- Armeria bella
- Armeria berlengensis Daveau
- Armeria bigerrensis (Vicioso & Beltrán) Pau ex Rivas Mart
- Armeria biguerrensis
- Armeria boetica
- Armeria bottendorfensis
- Armeria bourgaei
- Armeria brutia
- Armeria bubanii
- Armeria caballeroi
- Armeria caespitosa
- Armeria canescens
- Armeria cantabrica
- Armeria capitella
- Armeria caput-alba
- Armeria cariensis
- Armeria carpetana
- Armeria carratracensis
- Armeria castellana
- Armeria castroviejoi
- Armeria chouletteana
- Armeria choulettiana
- Armeria ciliata
- Armeria cinerea
- Armeria cintrana
- Armeria colorata
- Armeria curvifolia
- Armeria dalmatica
- Armeria daveaui
- Armeria delfinii
- Armeria delphini
- Armeria denticulata
- Armeria duriaei
- Armeria ebracteata
- Armeria elongata
- Armeria eriophila
- Armeria eriophylla
- Armeria euscadiensis
- Armeria fasciculata
- Armeria fibrosa
- Armeria filicaulis
- Armeria floridana
- Armeria fontqueri
- Armeria formosa
- Armeria foucaudii
- Armeria gaditana
- Armeria gaditiana
- Armeria genesiana
- Armeria girardii
- Armeria godayana
- Armeria gracilis
- Armeria grandiflora
- Armeria halleri
- Armeria heterophylla
- Armeria hirta
- Armeria hispalensis
- Armeria humilis
- Armeria icarica
- Armeria johnsenii
- Armeria juniperifolia
- Armeria labradorica
- Armeria lacaitae
- Armeria lanceobracteata
- Armeria langeana
- Armeria langei
- Armeria leonis
- Armeria leucocephala
- Armeria linkiana
- Armeria littoralis
- Armeria longearistata
- Armeria longevaginata
- Armeria longiaristata
- Armeria longifolia
- Armeria macrophylla
- Armeria macropoda
- Armeria maderensis
- Armeria magna
- Armeria majellensis
- Armeria major
- Armeria malacitana
- Armeria malinvaudii
- Armeria marginata
- Armeria maritima
- Armeria masguindalii
- Armeria mauritanica
- Armeria merinoi
- Armeria morisii
- Armeria muelleri
- Armeria multiceps
- Armeria nebrodensis
- Armeria neglecta
- Armeria nieto-felineri
- Armeria nuriensis
- Armeria odorata
- Armeria orophila
- Armeria orphanidis
- Armeria ovata
- Armeria pauana
- Armeria pinifolia
- Armeria piorum
- Armeria plantaginea
- Armeria pocutica
- Armeria portensis
- Armeria praecox
- Armeria pseudarmeria
- Armeria pseud-armeria
- Armeria pseudoarmeria
- Armeria pubescens
- Armeria pubigera
- Armeria pubinervis
- Armeria pungens
- Armeria purpurea
- Armeria quichiotis
- Armeria rhodopea
- Armeria rothmaleri
- Armeria rouyana
- Armeria ruscinonensis
- Armeria salmantica
- Armeria sampaioi
- Armeria sancta
- Armeria sardoa
- Armeria saviana
- Armeria scabra
- Armeria scorzonerifolia
- Armeria sennenii
- Armeria setacea
- Armeria sibirica
- Armeria sicorisiana
- Armeria sicula
- Armeria simplex
- Armeria soleirolii
- Armeria spinulosa
- Armeria splendens
- Armeria tenorei
- Armeria thessala
- Armeria thomasii
- Armeria tingitana
- Armeria trachyphylla
- Armeria transmontana
- Armeria trianoi
- Armeria trigonoides
- Armeria trojana
- Armeria undulata
- Armeria vandasii
- Armeria velutina
- Armeria welwitschii
- Armeria vestita
- Armeria willkommii
- Armeria villosa
- Armeria vulgaris

## Bilder

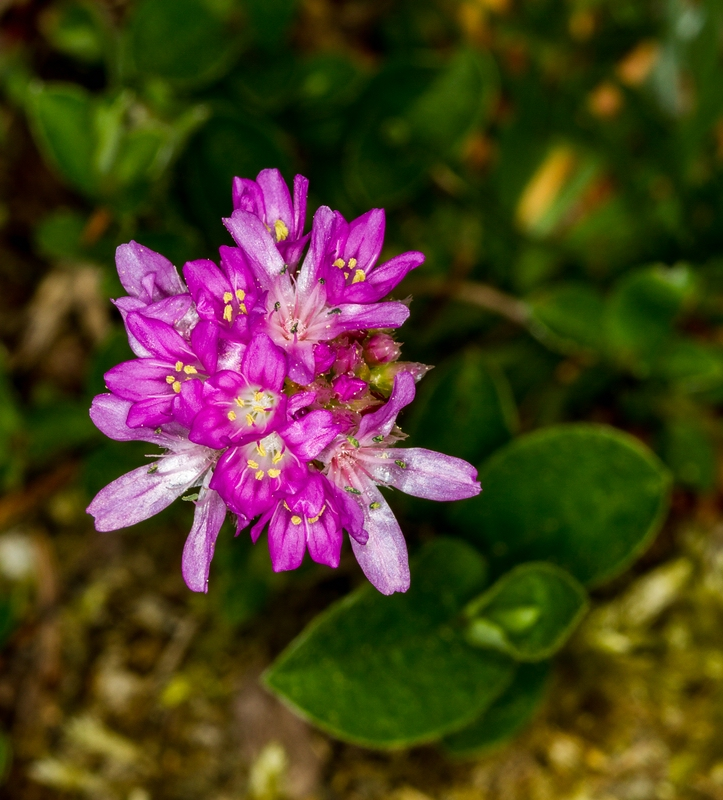
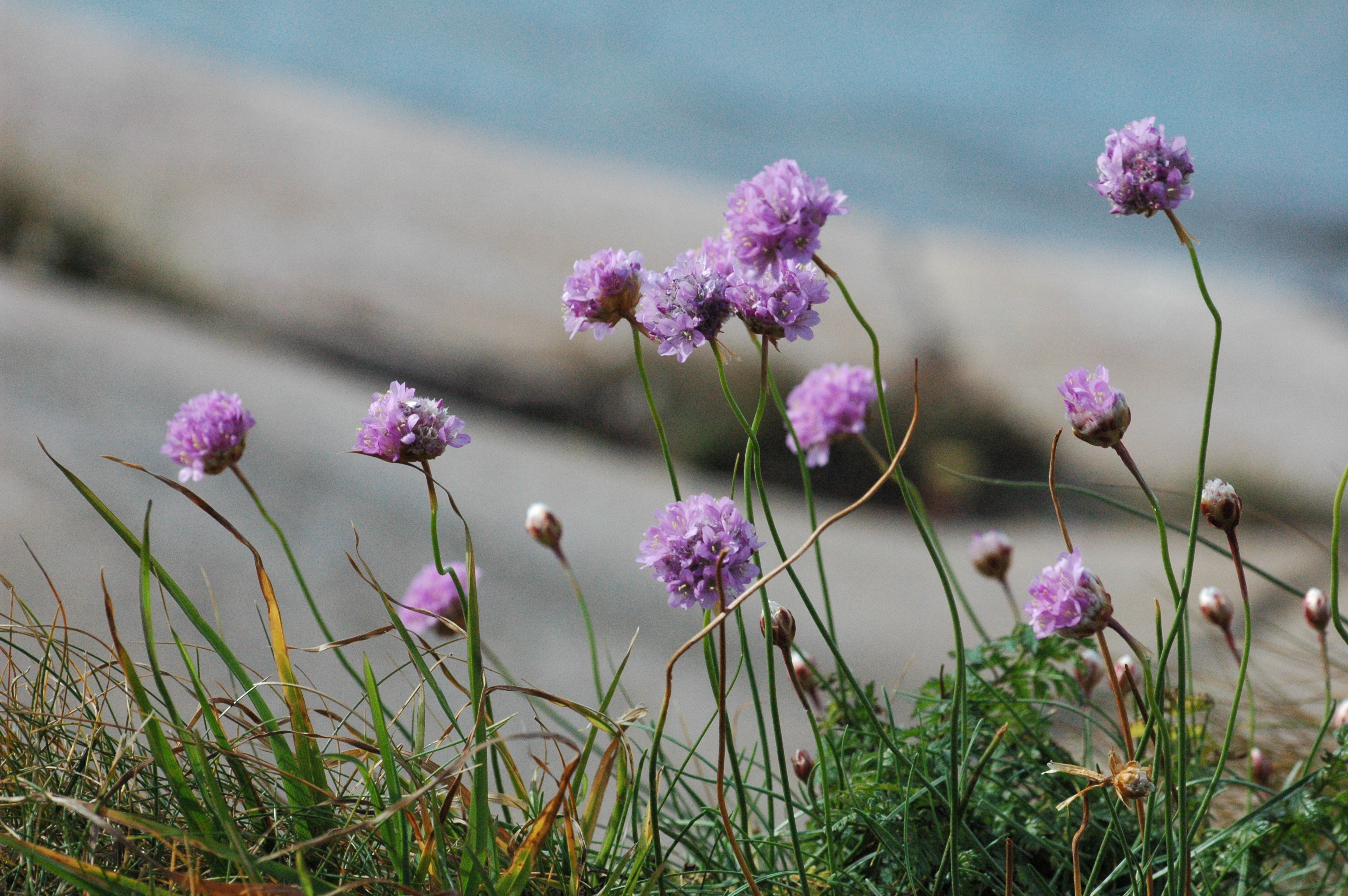
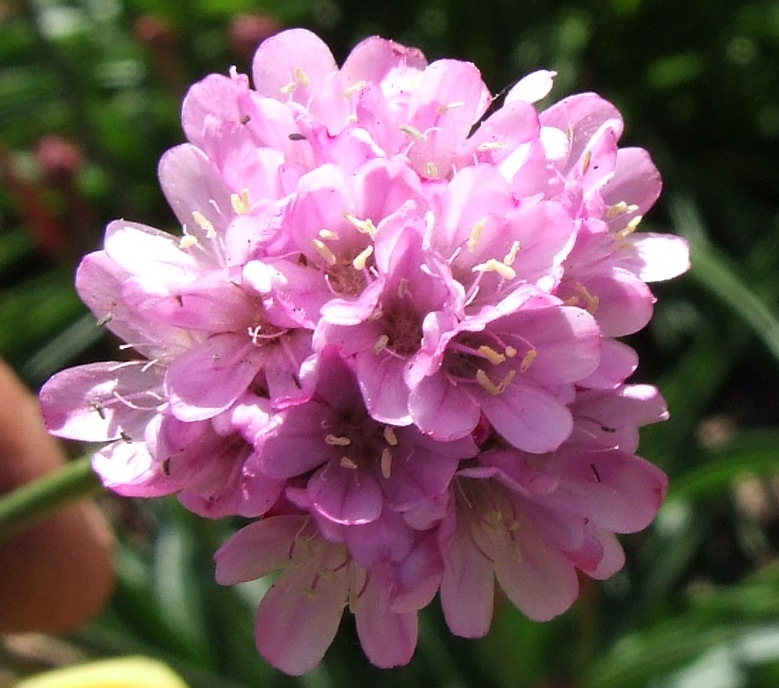
Armeria alliacea
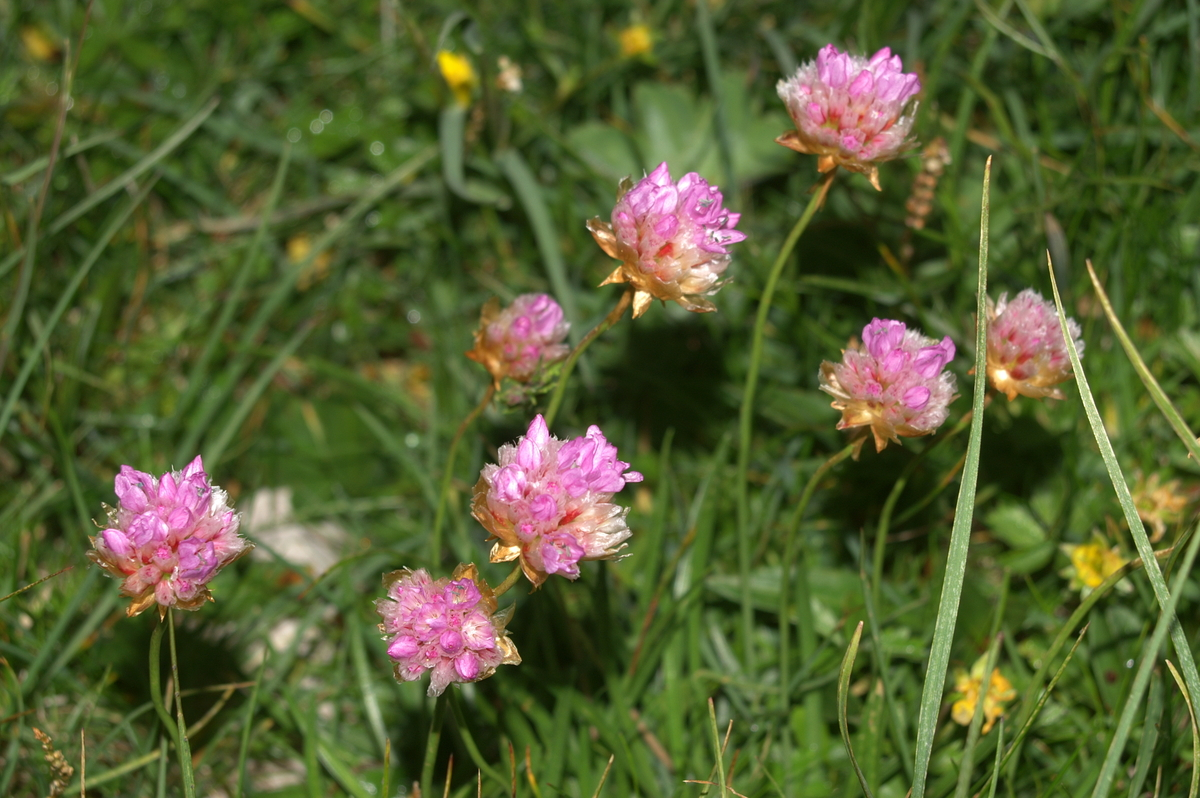
Armeria alpina
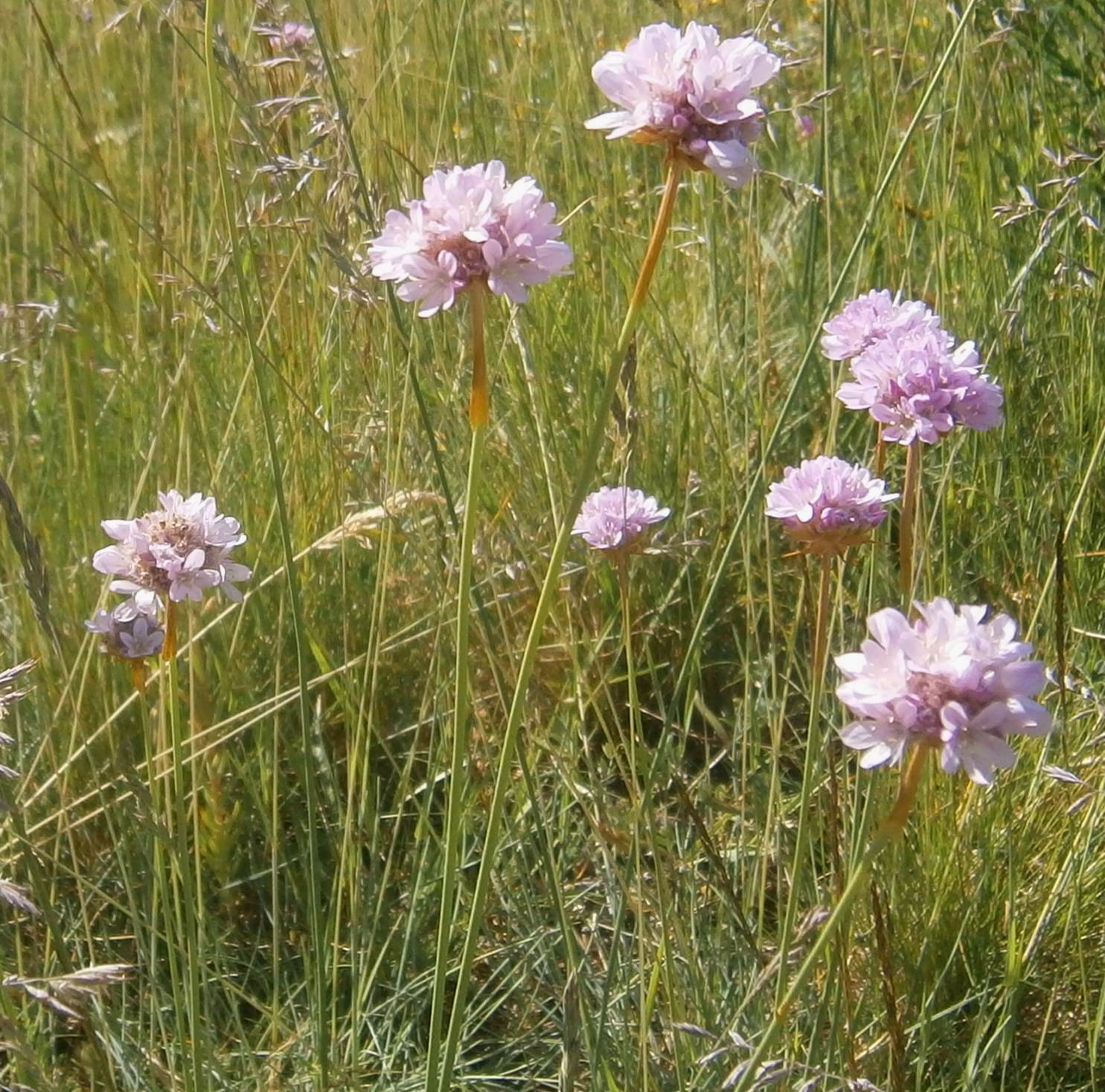
Armeria arenaria
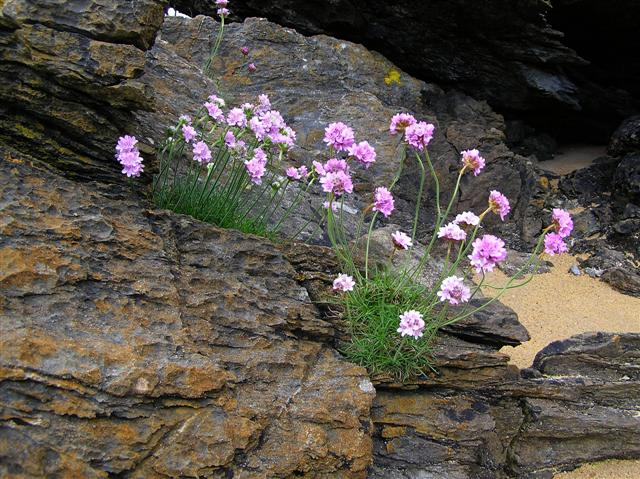
Armeria berlengensis Habitat
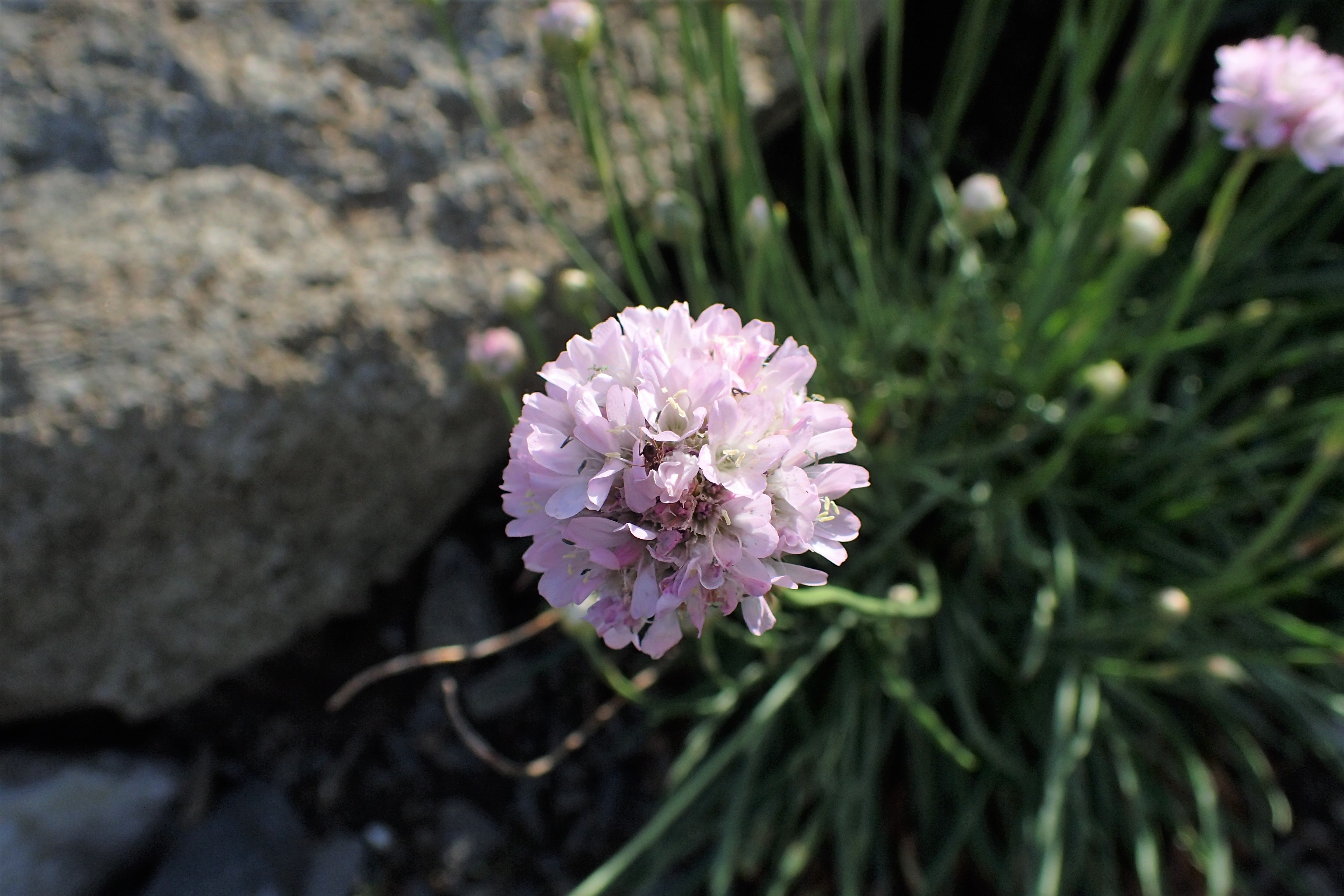
Armeria berlengensis
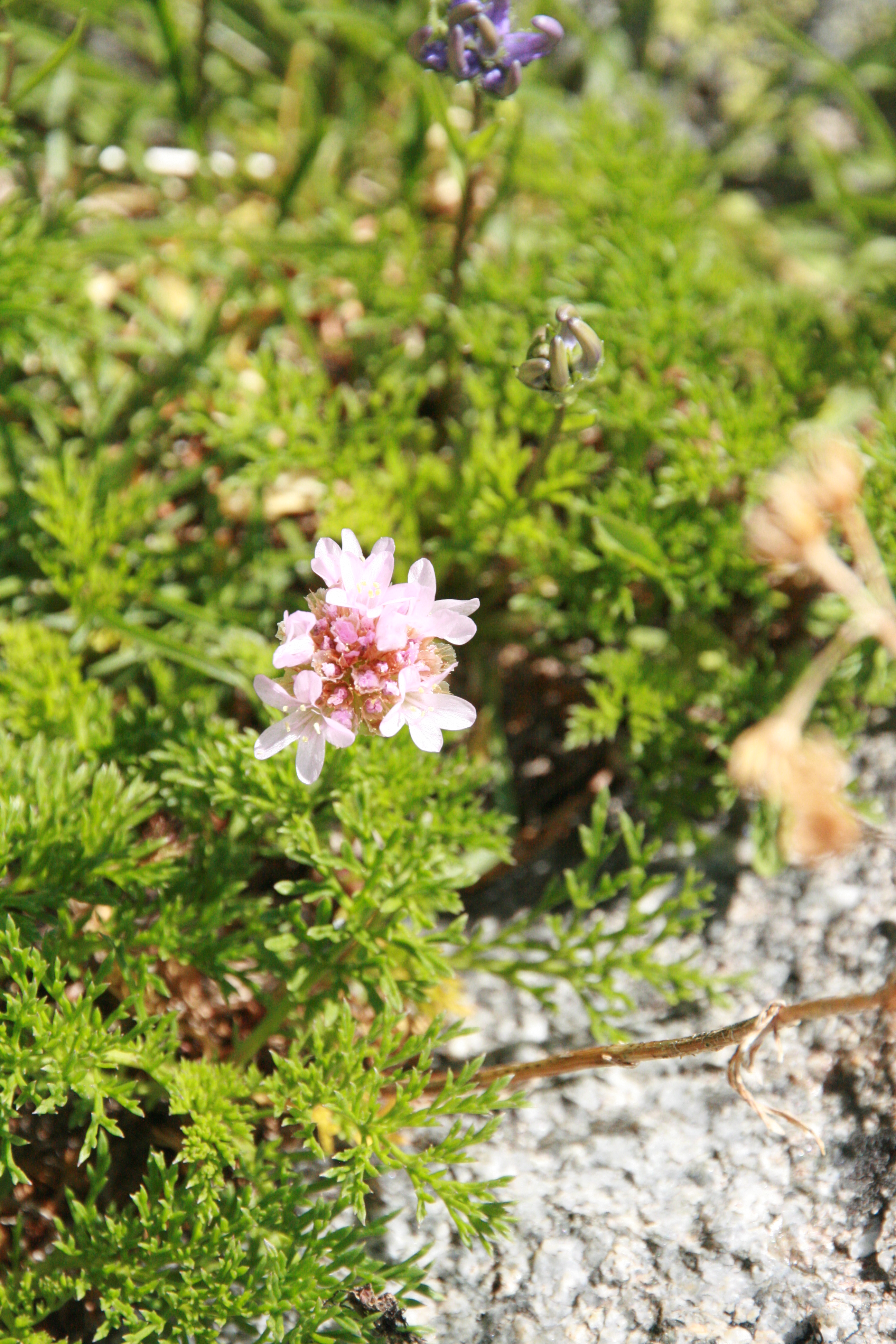
Armeria bigerrensis
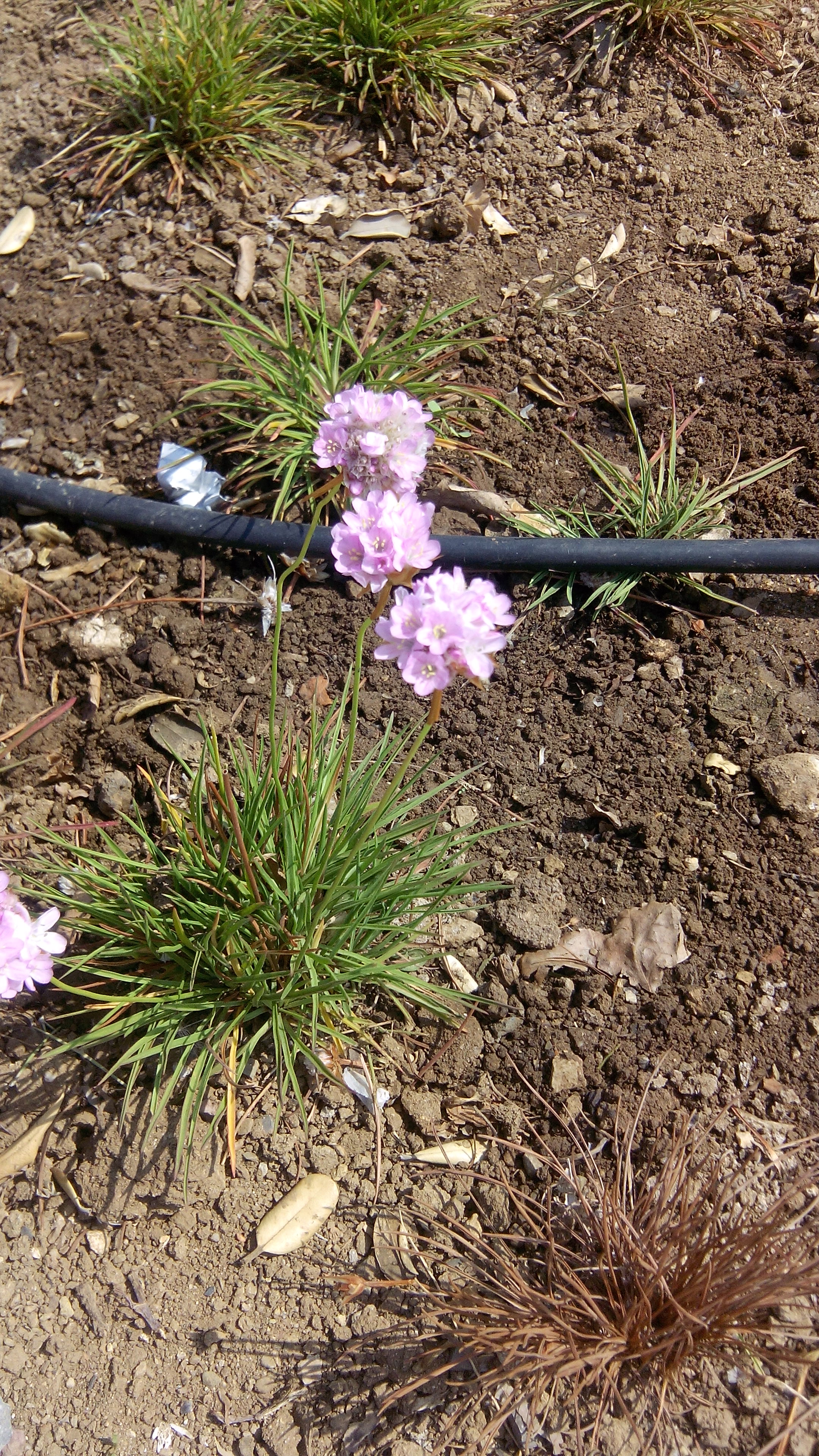
Armeria welwitschii